# さよならは一度だけ (ディオンヌ・ワーウィックのアルバム)
『さよならは一度だけ』（原題：How Many Times Can We Say Goodbye）は、アメリカ合衆国の歌手ディオンヌ・ワーウィックが1983年に発表したスタジオ・アルバム。

## 背景
ルーサー・ヴァンドロスがプロデューサーに起用され、更にタイトル曲をワーウィックとデュエットした。なお、タイトル曲はヴァンドロス名義のアルバム『ビジー・ボディ』（1983年）にも収録されている。
ヴァンドロスが提供した「ソー・アメイジング」は、後にヴァンドロスのソロ・アルバム『ギヴ・ミー・ザ・リーズン』でセルフ・カヴァーされている。「アイ・キャン・レット・ゴー・ナウ」はマイケル・マクドナルドが1982年に発表した曲のカヴァーで、オリジナル・ヴァージョンはアルバム『思慕 (ワン・ウェイ・ハート)』（原題：If That's What It Takes）に収録。シュレルズのカヴァー「ウィル・ユー・ラヴ・ミー・トゥモロウ」には、シュレルズのメンバーが本人参加した。

## 反響・評価
母国アメリカでは、総合アルバム・チャートのBillboard 200で57位、『ビルボード』のR&Bアルバム・チャートで19位に達した。また、シングル・カットされたタイトル曲はBillboard Hot 100で27位、『ビルボード』のアダルト・コンテンポラリー・チャートで4位、R&Bシングル・チャートで7位を記録し、続く「ガット・ア・デート」はR&Bシングル・チャートで45位に達した。
イギリス盤LPは『So Amazing』と改題されており、全英アルバムチャートで60位を記録した。
Jason Eliasはオールミュージックにおいて5点満点中4点を付け、アルバム全体に関して「"Got a Date"や"I Do It 'Cause I Like It"は、いずれもポップ色の強い穴埋め曲だが、このアルバムにはヴァンドロスの知られざる逸品も幾つか含まれている」「ワーウィックとヴァンドロスのいずれのファンにとっても必聴」、タイトル曲に関して「2人の声が非常にうまく溶け合っている」と評している。

## リイシュー
2010年にイギリスのレーベル「SuperBird」から発売されたリマスターCDは、1982年のアルバム『フレンズ・イン・ラヴ』との2 in 1となっている。また、2014年10月発売のリマスターCDには、ボーナス・トラックが6曲追加された。

## 収録曲
1. ガット・ア・デート - "Got a Date" (Luther Vandross, Marcus Miller) - 5:20
2. ソー・アメイジング - "So Amazing" (L. Vandross) - 3:47
3. アイ・ライク・イット - "I Do It 'Cause I Like It" (L. Vandross, M. Miller) - 5:01
4. さよならは一度だけ - "How Many Times Can We Say Goodbye" (Steve Goldman) - 3:29
5. 恋はミラクル - "What Can a Miracle Do" (L. Vandross, Don Grolnick) - 4:46
6. あなたに抱かれて - "Two Ships Passing in the Night" (Dionne Warwick) - 5:19
7. アイ・キャン・レット・ゴー・ナウ - "I Can Let Go Now" (Michael McDonald) - 2:57
8. ウィル・ユー・ラヴ・ミー・トゥモロウ - "Will You Still Love Me Tomorrow" (Carole King, Gerry Goffin) - 5:30

### 2014年リマスターCDボーナス・トラック
1. ガット・ア・デート (7" Version) - "Got a Date (7" Version)" - 4:10
2. ガット・ア・デート (Special Remix) - "Got a Date (Special Remix)" - 6:59
3. ガット・ア・デート (Instrumental) - "Got a Date (Instrumental)" - 4:56
4. ガット・ア・デート (UK Single Version) - "Got a Date (UK Single Version)" - 3:29
5. あなたに抱かれて (Instrumental) - "Two Ships Passing in the Night (Instrumental)" - 5:01
6. さよならは一度だけ (Instrumental) - "How Many Times Can We Say Goodbye (Instrumental)" - 3:28

## 参加ミュージシャン
- ディオンヌ・ワーウィック - ボーカル、バックグラウンド・ボーカル
- ルーサー・ヴァンドロス - ボーカル(on #4)、バックグラウンド・ボーカル(on #1, #2, #4)、ボーカル・アレンジ(on #1, #2, #3, #4)、リズム・アレンジ(on #2)
- ピーター・フランプトン - ギター・ソロ(on #1, #3)
- ドク・パウエル - ギター(on #1, #2, #3, #4, #5, #8)
- ジョージ・ワデニウス - ギター(on #1, #2, #3, #4, #5, #8)
- ポール・ジャクソン・ジュニア - ギター(on #6)
- ナット・アダレイ・ジュニア - キーボード(on all songs)、リズム・アレンジ(on #2, #5, #6)、シンセサイザー・アレンジ(on #5, #6, #7)、ストリングス・アレンジ(#6, #8)、ホーン・アレンジ(on #6)
- クリフ・ブランチ - クラビネット(on #1)
- スキップ・アンダーソン - シンセサイザー(on #2, #4, #5, #6, #7)
- マーカス・ミラー - ベース(on #1, #2, #3, #4, #5, #8)、シンセサイザー(on #1, #3)、リズム・アレンジ(on #1, #3)、シンセサイザー・アレンジ(on #1)
- エイブラハム・ラボリエル - ベース(on #6)
- ヨギ・ホートン - ドラムス(on #1, #2, #3, #4, #5, #8)、シンバル(on #7)
- カルロス・ヴェガ - ドラムス(on #6)
- パウリーニョ・ダ・コスタ - パーカッション(on #1, #3, #4, #5, #6, #7, #8)
- シシー・ヒューストン（英語版） - バックグラウンド・ボーカル(on #1, #4)
- タワサ・アギー - バックグラウンド・ボーカル(on #1, #3)
- パティ・オースティン - バックグラウンド・ボーカル(on #1, #4)
- ブレンダ・ホワイト - バックグラウンド・ボーカル(on #1, #3, #4)
- ミシェル・コブス - バックグラウンド・ボーカル(on #1, #3, #4)
- イヴォンヌ・ルイス - バックグラウンド・ボーカル(on #1, #4)
- フォンツィ・ソーントン - バックグラウンド・ボーカル(on #1)
- フィリップ・バーロウ - バックグラウンド・ボーカル(on #1, #4)
- ルイーズ・ベチューン - バックグラウンド・ボーカル(on #3)
- ダイアナ・グラッセリ - バックグラウンド・ボーカル(on #3)
- アルフ・アンダーソン - バックグラウンド・ボーカル(on #4)
- シュレルズ - バックグラウンド・ボーカル(on #8)
- ポール・ライザー - ストリングス・アレンジ、ホーン・アレンジ(on #2, #7)
- ジミー・ウェッブ - ストリングス・アレンジ、ホーン・アレンジ(on #4, #8)
- レオン・ペンダーヴィス - ストリングス・アレンジ、ホーン・アレンジ(on #5)